# Kostel Saint-André-de-l'Europe
Kostel Saint-André-de-l'Europe (doslovně svatého Ondřeje z Evropy) je katolický farní kostel v 8. obvodu v Paříži, v ulici Rue de Saint-Pétersbourg. Kostel je zasvěcen svatému Ondřejovi a pojmenován po čtvrti Europe.

## Historie
Původní novogotická kaple byla postavena v letech 1876-1900 pro sousedící klášter Misionářů oblátů Neposkvrněné Panny Marie. V roce 1907 byla připojena k farnosti kostela Saint-Louis-d'Antin. Samostatná farnost vznikla v roce 1967.